# Fabien Gabel
Fabien Gabel (* 10. September 1975 in Paris) ist ein französischer Dirigent und Trompeter. Seit 2025 ist er Chefdirigent des Tonkünstler-Orchesters Niederösterreich.

## Leben
Fabien Gabel wurde als Sohn eines Trompeters und einer Harfenistin geboren und erlernte ab dem Alter von sechs Jahren die Trompete. Er studierte am Conservatoire National Superieur de Musique de Paris und an der Hochschule für Musik Karlsruhe. Vor seiner Laufbahn als Dirigent spielte er bei verschiedenen Pariser Orchestern unter Dirigenten wie Pierre Boulez, Riccardo Muti und Bernard Haitink.
2002 nahm er an einem Dirigierkurs bei David Zinman am Aspen Music Festival and School teil und wurde Assistent von Kurt Masur beim Orchestre National de France. In London gewann er 2004 den Donatella-Flick-Dirigierwettbewerb und wurde Dirigierassistent beim London Symphony Orchestra. In dieser Position, die er bis 2006 innehatte, arbeitete er mit Dirigenten wie Zinman, Haitink und Colin Davis zusammen. Mit dem Album Ne me refuse pas leitete er 2010 seine erste Aufnahme, mit dem Orchestre National de France und Sängerin Marie-Nicole Lemieux. 2012 folgte er Yoav Talmi als Chefdirigent des Orchestre Symphonique de Québec nach, diese Position hatte er bis 2021 inne. Von 2017 bis 2021 war er auch Chefdirigent des Orchestre Francais des Jeunes.
Als Dirigent arbeitete er außerdem mit der NDR Radiophilharmonie, dem City of Birmingham Symphony Orchestra, dem Orchestre de Paris, dem Gürzenich-Orchester Köln, dem Philharmonischen Orchester Oslo und Helsinki, dem Cleveland und dem Minnesota Orchestra, dem Deutschen Symphonie-Orchester Berlin, dem Philharmonischen Orchester Seoul sowie dem Melbourne Symphony Orchestra zusammen.
2022 leitete er das Royal Stockholm Philharmonic Orchestra mit Trompeter Håkan Hardenberger und debütierte bei den BBC Proms, mit den Wiener Symphonikern und an der Pariser Oper. In Paris nahm er die Musik zum Stummfilm Napoleon (1927) von Abel Gance auf. Im Juni 2023 wurde er als Nachfolger von Yutaka Sado als Chefdirigent des Tonkünstler-Orchesters Niederösterreich ab der Saison 2025/26 vorgestellt, sein Vertrag wurde auf vier Jahre abgeschlossen. Sein Debüt bei den Tonkünstlern sowie im Musikverein Wien und im Festspielhaus St. Pölten gab er im April 2019 unter anderem mit der Sinfonietta für Großes Orchester von Erich Wolfgang Korngold.
Seinen offiziellen Einstand als Chefdirigent am Pult des Tonkünstler-Orchesters NÖ beging er im Juni 2025 mit der Sommernachtsgala im Grafenegger Wolkenturm.

## Diskografie (Auswahl)
- 2010: Ne me refuse pas, Marie-Nicole Lemieux, Orchestre National de France, Naïve
- 2013: Piano Concerto No. 1 / Rhapsody On A Theme Of Paganini, Natasha Paremski Plays Tchaikovsky, Rachmaninoff, Royal Philharmonic Orchestra
- 2015: Saint-Saëns: Piano Concertos 2 & 5, Louis Schwizgebel, BBC Symphony Orchestra, Martyn Brabbins, Aparté
- 2018: Gaîté Parisienne, Orchestre Symphonique de Québec, Atma Classique
- 2022: French Trumpet Concertos, Håkan Hardenberger, Royal Stockholm Philharmonic Orchestra, BIS

## Auszeichnungen (Auswahl)
- 2004: Gewinner des Donatella-Flick-Dirigierwettbewerbs in London[3][4]
- 2020: Chevaliers des Arts et des Lettres[3][4]